# Naito Ehara
Naito Ehara –en japonés, 江原騎士, Ehara Naito– (Kofu, 30 de julio de 1993) es un deportista japonés que compitió en natación, especialista en el estilo libre.
Participó en los Juegos Olímpicos de Río de Janeiro 2016, obteniendo una medalla de bronce en la prueba de 4 × 200 m libre. Ganó una medalla de bronce en el Campeonato Pan-Pacífico de Natación de 2018.

## Palmarés internacional
| Juegos Olímpicos        | Juegos Olímpicos        | Juegos Olímpicos  | Juegos Olímpicos |
| Año                     | Lugar                   | Medalla           | Prueba           |
| ----------------------- | ----------------------- | ----------------- | ---------------- |
| 2016                    | Río de Janeiro (Brasil) | Medalla de bronce | 4 × 200 m libre  |
| Campeonato Pan-Pacífico |                         |                   |                  |
| Año                     | Lugar                   | Medalla           | Prueba           |
| 2018                    | Tokio (Japón)           | Medalla de bronce | 4 × 200 m libre  |